# Armbouts-Cappel
Armbouts-Cappel (niederländisch Aremboutskappel) ist eine französische Gemeinde mit 2.097 Einwohnern (Stand: 1. Januar 2022) im Département Nord in der Region Hauts-de-France. Sie gehört zum Arrondissement Dunkerque, zum Kanton Coudekerque-Branche und zum Gemeindeverband Communauté urbaine de Dunkerque. Die Einwohner werden Armbouts-Cappellois genannt.

## Geografie
Armbouts-Cappel liegt etwa sechs Kilometer südsüdwestlich von Dünkirchen in der Landschaft Pays Moulins de Flandre. Durch die Gemeinde führt der Canal de la Haute Colme. Umgeben wird Armbouts-Cappel von den Nachbargemeinden Dünkirchen im Norden, Cappelle-la-Grande im Nordosten und Osten, Bierne im Osten und Südosten, Steene im Süden, Spycker im Westen sowie Grande-Synthe im Nordwesten.
Durch die Gemeinde führt die Route nationale 225.

## Bevölkerungsentwicklung
| Jahr                       | 1962 | 1968 | 1975 | 1982 | 1990 | 1999 | 2010 | 2020 |
| Einwohner                  | 1049 | 1048 | 1178 | 2562 | 2656 | 2677 | 2497 | 2159 |
| Quellen: Cassini und INSEE |      |      |      |      |      |      |      |      |

## Sehenswürdigkeiten
- Kapelle Erembaud

## Persönlichkeiten
- Jules Nempon (1890–1974), Radrennfahrer

## Folklore
Die Riesenfigur von Armbouts-Cappel ist Bienaimé.